# Tonia Le Goff
Pour les articles homonymes, voir Le Goff.
Tonia Le Goff, née le 7 juin 1929 à Elliant et morte le 31 décembre 2010 à Vannes, est une chanteuse française.

## Repères biographiques
Publication à dix-huit ans de courts poèmes sans prétention. L'un d'entre eux figurera à l'exposition "dessins de Picasso" Galerie de la rue de Grenelle.
Cours d'art dramatique, certains de ses condisciples feront une carrière : Jean-Paul Belmondo par exemple...
Tonia Le Goff obtient une seconde place au concours des "jeunes compagnies" dans Une femme est un diable de Mérimée.
Parallèlement, elle dit ses textes dans différents cabarets de la rive gauche et interprète également des chansons d'auteurs à la mode : Ferré, Mouloudji ou Kurt Weil.
Pendant une assez longue période, elle se retire de la scène interrompant une carrière brillamment amorcée.
Durant cette interruption, elle écrit des poèmes qui paraîtront dans différentes revues françaises et étrangères et seront primés à la radio. Elle obtiendra par deux fois un prix à France Inter pour Rue de l'Ouest et La chambre.
À partir des années 1970, elle reprend ses activités de chanteuse, fait partie du groupe Chansons de femme qui connait alors une grande vogue.
Elle se produit ensuite en "one woman show" pour des spectacles organisés exclusivement autour de son œuvre alternant textes humoristiques et chansons.
Accompagné au début par des musiciens au piano et à la guitare, à partir de 1991-1992, elle change pour un accompagnement à l'accordéon, à la guitare et quelques fois à la contrebasse et cela jusqu'en 2003.
À partir de 2008, elle se tourne vers le slam, sans musiciens, avec toujours le même goût[évasif] du public et de la scène.

## Discographie
- 1979 : Chanson de femme (disque collectif)[3].
- 1982 : Visages de femmes[4].
- 1995 : Les flammes de mon âge.
- 2002 : A dos d'âme.

## Spectacles
Tonia Le Goff s'est produite sur de nombreuses scènes en France et à l'étranger (Baléares, Grèce, Italie). À Paris, elle a inauguré Le Sentier des Halles en décembre 1989 et donné son premier grand spectacle en 1995 au Studio Raspail.

## Sur Tonia Le Goff et ses spectacles
« Elle se présente telle qu'elle est, multiple, parisienne et bretonne, nostalgique amoureuse et narquoise. Elle joue joliement avec les mots et sait dire la tendresse qui l'attache aux rues. Lucien Rioux - Le Nouvel Observateur, 1983. »
« Un charme mi-orange, mi-citron dans le timbre et une diction fluide et limpide, le feu brûle sous la caresse, le feu d'une vie déchirée comme plaie vive, ardente et colorée comme un espoir. Michel Trihoreau - Chorus no 4, 1993. »